# Drapelul Republicii Democratice Congo

Raport: 2:3, din 2006.

steagul între 1997-2006

Drapelul Republicii Democrate Congo a fost adoptat la 20 februarie 2006. O nouă constituție, ratificată în decembrie 2005 și intrată în vigoare în februarie 2006, a promulgat revenirea la steagul dintre 1963 și 1971, schimbând nuanța de albastru într-un bleu deschis, culoarea păcii. Roșul reprezintă sângele martirilor țării, galbenul, bogăția, iar steaua un viitor radiant pentru această țară. 